# Lorton (Nebraska)
Lorton es una villa ubicada en el condado de Otoe en el estado estadounidense de Nebraska. En el Censo de 2010 tenía una población de 41 habitantes y una densidad poblacional de 395,75 personas por km².

## Geografía
Lorton se encuentra ubicada en las coordenadas 40°35′50″N 96°1′27″O / 40.59722, -96.02417. Según la Oficina del Censo de los Estados Unidos, Lorton tiene una superficie total de 0.1 km², de la cual 0.1 km² corresponden a tierra firme y (0%) 0 km² es agua.

## Demografía
Según el censo de 2010, había 41 personas residiendo en Lorton. La densidad de población era de 395,75 hab./km². De los 41 habitantes, Lorton estaba compuesto por el 100% blancos, el 0% eran afroamericanos, el 0% eran amerindios, el 0% eran asiáticos, el 0% eran isleños del Pacífico, el 0% eran de otras razas y el 0% pertenecían a dos o más razas. Del total de la población el 0% eran hispanos o latinos de cualquier raza.